# Tarnowo (powiat myśliborski)
Tarnowo (niem. Justinenhof) – osada w Polsce położona w województwie zachodniopomorskim, w powiecie myśliborskim, w gminie Myślibórz.
W latach 1975–1998 miejscowość należała administracyjnie do województwa gorzowskiego.

## Zabytki
- park dworski, pozostałość po dworze[3].